# Stretching lineation

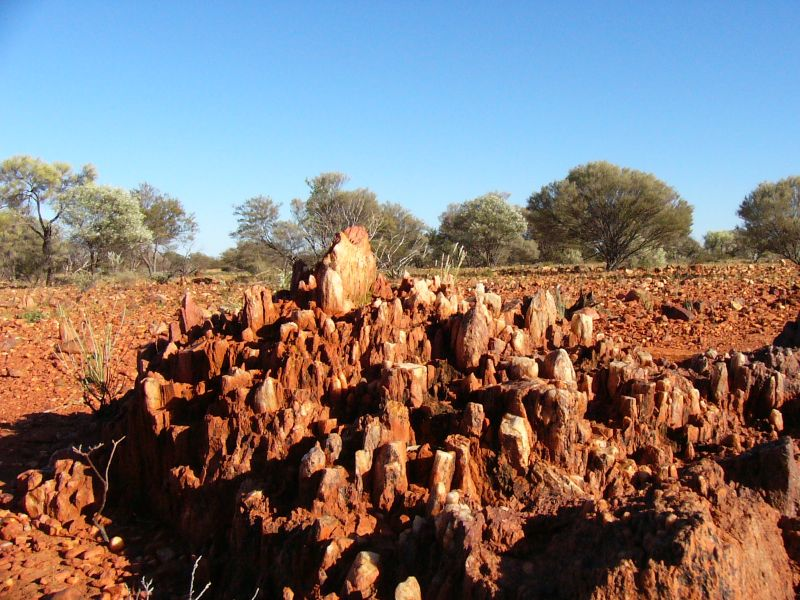
Uitgerekte klasten in een conglomeraat vormen een vroeg stadium van een stretching lineation in een schuifzone. De klasten zijn uitgerekt tot een sigaarvorm. Glengarry Basin, Australië.

Een stretching lineation is een lineaire structuur in gesteenten, die ontstaat door deformatie ten gevolge van schuif, waardoor het gesteente asymmetrisch deformeert. De deformatie-ellipsoïde heeft in die gevallen de vorm van een sigaar. De stretching lineation wordt gevormd in de richting van de vector van de grootste uitrekking, loodrecht op twee verkortingsassen. 
Als in gesteente een schuifzone ontstaat, zullen interne structuren uitgerekt worden. Klasten, fossielen en magmatische of sedimentaire structuren vervormen tot langgerekte banden. Als de schuif lang doorgaat, zullen slechts lineaire structuren in het gesteente overblijven. Sommige objecten, zoals de klasten in een conglomeraat, oöiden in een kalksteen of bepaalde fossielen, hebben ongedeformeerd ongeveer gelijke afmetingen in alle richtingen. In een gedeformeerd gesteente kunnen deze objecten worden opgemeten om de grootte en oriëntatie van de vervorming van het gesteente nauwkeurig vast te stellen. Ze worden daarom vervormingsindicatoren (Engels: strain indicators) genoemd. 
In sterk gedeformeerde gesteenten komen stretching lineations vaak voor als lijnen op planaire structuren zoals foliaties. In zulke gevallen kunnen de twee structuren in dezelfde deformatiefase gevormd zijn, maar het kan ook zijn dat de foliatie ouder was.